# Gioco (meccanica)

Spazio tra gli ingranaggi di due ruote dentate che determina il gioco meccanico

Si definisce gioco una piccola differenza dimensionale tra due organi meccanici accoppiati tra loro, tale da consentire il moto relativo fra i due organi. 
Il gioco tra due o più organi meccanici, fra i quali si verifichi la trasmissione di moto, è uno spazio di movimento non trasmesso durante l'inversione di direzione. In una coppia di ruote dentate, ad esempio, il gioco meccanico è determinato dallo spazio tra i denti delle due ruote accoppiate. A causa dell'esistenza di tale spazio, durante l'inversione di moto della ruota movente, la ruota cedente rimarrà ferma fino a quando i denti delle due ruote torneranno ad essere in contatto.
Il gioco può essere presente anche fra pezzi meccanici non destinati alla trasmissione di moto. In tal caso esso ha la funzione di permettere uno scorrimento reciproco, senza interferenze, in fase di montaggio e/o durante le fasi di lavoro della macchina. 
Specifiche norme internazionali (UNI ISO 286) definiscono i valori di gioco massimo e minimo normalizzati in funzione della dimensione e della tolleranza con cui si esegue un albero e la propria sede (foro). Quando la massima dimensione (in tolleranza) di un albero è sempre inferiore alla minima dimensione del proprio foro si parla di accoppiamento libero o, appunto, con gioco.